# Justo Rufino Barrios Auyón
Justo Rufino Barrios Auyón (San Lorenzo, 19 luglio 1835 – Chalchuapa, 2 aprile 1885) è stato un politico guatemalteco.
È stato presidente del Guatemala dal 1873 alla morte, ricordato per le sue riforme liberali e per i tentativi di unificazione del Centro America.
Barrios è nato nel villaggio di San Lorenzo, nel dipartimento di San Marcos, in Guatemala. Studente brillante, si trasferì a Città del Guatemala per studiare legge, laureandosi nel 1862. Nel 1867 iniziò una rivolta nel Guatemala orientale, i cui abitanti volevano tornare ad essere uno Stato indipendente (Los Alto). Barrios raggiunse i ribelli a Quetzaltenango, dove dimostrò importanti doti di leadership militare, garantendosi il grado di generale dell'armata ribelle. Nel luglio 1871, Barrios, con altri generali e dissidenti, propose un piano per rovesciare l'amministrazione conservatrice; quando ebbe successo, il generale García Granados fu dichiarato presidente e Barrios comandante delle forze armate. Quando Barrios tornò a Quetzaltenago, Granados fu rovesciato da una rivolta. Barrios marciò nuovamente sulla capitale e divenne il nuovo presidente. Il governo conservatore dell'Honduras supportò i conservatori guatemaltechi e Barrios dichiarò guerra al governo honduregno e intanto, con il presidente di El Salvador Luis Bogran dichiarò l'intento di riunificare il Centro America in una Repubblica Federale (Province Unite dell'America Centrale).
Barrios istituì numerose riforme, come la libertà di stampa. Attaccò la Chiesa cattolica, limitando il suo potere e confiscando le sue proprietà. Nel maggio del 1873 fu eletto presidente.
Barrios ordinò la ricostruzione della capitale, e rimise in piedi la forza di polizia. Durante la sua presidenza il Guatemala fu fornito della sua prima linea telegrafica e di una rete ferroviaria. Stabilì anche un sistema di scuole pubbliche nel Paese.
Nel 1879 fu ratificata la costituzione del Guatemala. Nel 1880 Rufino Barrios fu rieletto presidente con un mandato di sei anni. Per risolvere le controversie fra Guatemala e Messico, Barrios ottenne l'aiuto degli Stati Uniti.
Guatemala, El Salvador e Honduras scelsero di ricostituire le Province Unite dell'America Centrale, ma il presidente salvadoregno Zaldivar decise di uscire dall'Unione, chiedendo al Messico un'alleanza per rovesciare Barrios. Il presidente messicano Porfirio Díaz, temendo le riforme liberali di Barrios e la concorrenza di uno Stato forte nell'America Centrale qualora il suo piano avesse dato i suoi frutti, inviò le truppe messicane nella terra del Soconusco, rivendicata dai due Paesi. Barrios partì per guidare personalmente le sue truppe nel Salvador, dove fu ucciso nella città di Chalchuapa. Con lui morirono le speranze di un'America Centrale unita.
Risulta anche che fece una legge contro il vagabondaggio, ley de vagancia, rivolta soprattutto contro gli indios. Se un indios veniva trovato a camminare per strada, quindi per forza un vagabondo, venive arrestato e messo a lavorare nei campi di caffè senza nessuna retribuzione. 
A lui è stata dedicata la città portuale di Puerto Barrios, capitale dell'Izabal.